# 倉頡輸入法
倉頡輸入法（そうけつゆにゅうほう）は、1976年に朱邦復が考案したコンピュータ上における中国語入力方式。返還前から現在まで主に香港、マカオで用いられている。台湾で主流の入力方式は注音輸入法であり、中国大陸で主流の入力方式は拼音入力方法である。
古代中国において漢字を発明したといわれる伝説上の人物倉頡にちなみ、1978年に蔣緯国が命名した。「輸入法」とは入力方式を意味する中国語である。ローマ字かな変換などと同様、特定のソフトウェアでなく、入力方式を指す名称であるため、ソフトウェアによって若干入力方法が異なる。

## 特徴

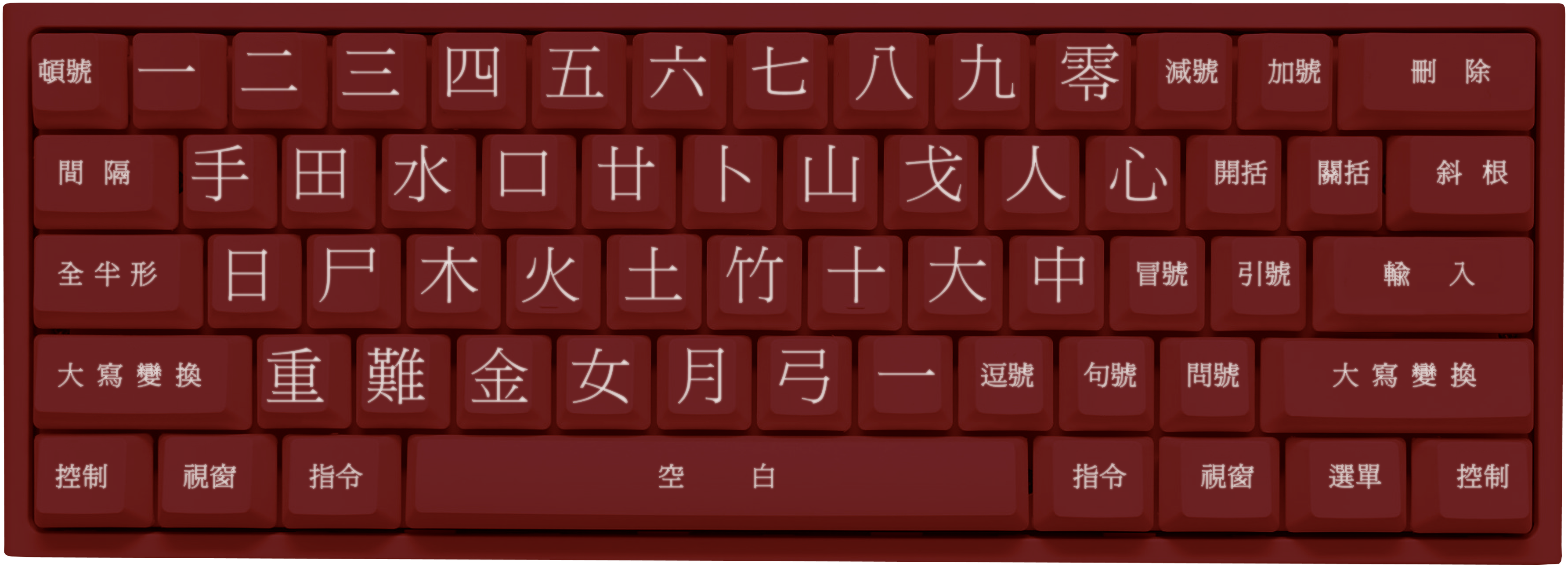
『007 トゥモロー・ネバー・ダイ』のキーボードの様式の模倣。倉頡輸入法で用いるのは各キーに刻印された漢字の字根。

具体的な入力方法は一字を二つから五つの字根（漢字の部品）に分類し、その字根をキーボード上から入力し変換する。注音輸入法とは異なり、同じキーバインドで異なる文字はほとんどないため、入力効率が極めて高い。注音輸入法が4段のキーを必要とするのに対して、倉頡輸入法は漢字入力に関しては3段のキーで入力可能であり、入力法を完全に習得した場合、タッチタイピングをより効率的に行うことが可能である。
「車」を「十田十」に分解するなど、見た目の形態のみで分解し、筆画の途中で分けるという、書道の伝統を無視したような分解方法をとる場合が多々あり、また「龍」を入力する場合「卜月卜尸心（亠月⺊コヒ）」と、独特な字根に分解する必要があるなど、慣れた人以外には理解が難しい点もある。その反面、発音が分からない難読漢字も入力可能な点は利点である。
このため注音輸入法に対して職業的に大量の文字をコンピュータに入力する必要のある者が習得していることが多い。実際、公的な大会などでは優勝者の多くが倉頡輸入法を利用している。

## 開発史
- 1977年、台湾で倉頡が発表される。1万2000字を収録する『国語辞典』に基づく。
- 1980年、倉頡ver.2 が発表される。ver.1 の一部修正の内容。
- 1982年、倉頡ver.3 が発表される。『康熙字典』の4万字を収録し、ver.2 の内容に改良を加えた。
- 1985年、アメリカで倉頡 ver.5 が発表される。収録文字が六万字となり、入力規則の変更と字形要素の追加が行なわれる。朱邦復工作室ウェブサイトの『第五代倉頡輸入法手冊』に ver.3 と ver.5 の対照表が公開されている。
- 2002年、朱邦復により倉頡 ver.6 が完成される。しかし、2006年現在公開されておらず、朱邦復工作室関係者のみで使用されているに過ぎない。

現在一般的に使用されているのは倉頡 ver.3 である。Microsoft Windows 95/98/Me/2000/XP などの IME では ver.3 の改良版（異体字と香港漢字を収録しているが、誤りも存在している）を採用している。また倉頡之友所が製作した倉頡 ver.5 も香港などで一部使用されている。バージョンの違いは「面」、「非」の入力方法（「尸」の輔助字形「」の有無）で判断することが可能である。
- ver.3: 「面」を MWYL （一田卜中）、「非」を LMYYY （中一卜卜卜）
- ver.5: 「面」を MWSL （一田尸中）、「非」を LMSY （中一尸卜）

## 入力規則

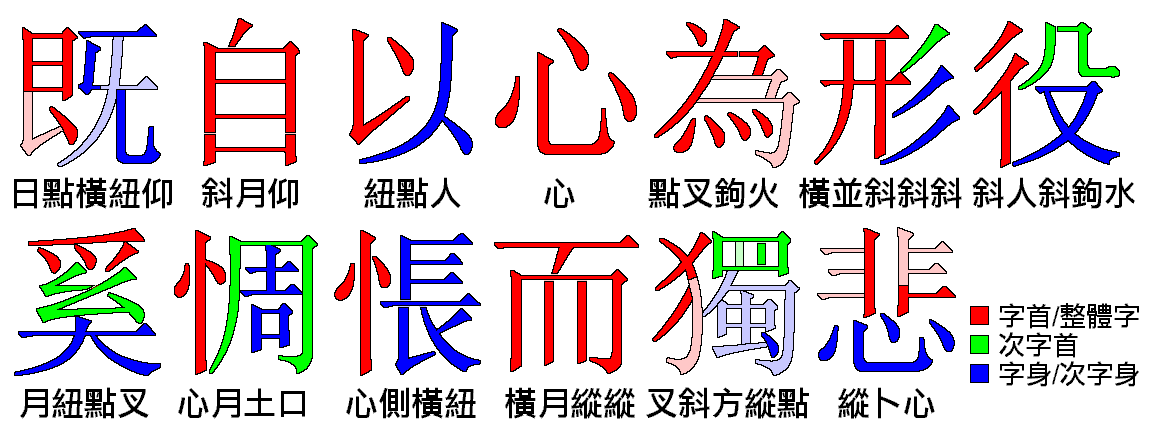
倉頡での入力例

漢字は「上から下、左から右、外から内」等の原則で各要素に分解し、各々の要素に与えられた符号に置き換えて入力する。キーボードは A から Y まで（X は特殊字（「難字」）、Z は不使用）使用する。例を挙げれば A には「日」の要素が割り当てられ、N には「弓」の要素が割り当てられている。漢字は最小で1つから最大で5つの要素に分解される。
例
- 「日」-（分解）→ 日 -（対応キー）→ A
- 「本」-（分解）→ 木一　-（対応キー）→ DM
- 「語」-（分解）→ 卜口一一口 -（対応キー）→ YRMMR

## 要素の分類
倉頡での要素は 26 種類あり、五つに分類することができる。
- 七曜類（哲理類）：日 (A), 月 (B), 金 (C), 木 (D), 水 (E), 火 (F), 土 (G)
- 筆画類：竹 (H, 斜/払い), 戈 (I, 點/点), 十 (J, 交/十字), 大 (K, 叉/交叉), 中 (L, 縱/縦), 一 (M, 橫/横), 弓 (N, 鈎/勾)
- 人体類：人 (O), 心 (P), 手 (Q), 口 (R)
- 字型類：尸 (S, 側), 廿 (T, 並), 山 (U, 仰), 女 (V, 紐), 田 (W, 方), 卜 (Y)
- 特殊類：難 (X)，上記要素で分類が難しい「臼」や「卍」等の字形に使用する。重難 (zx), 句点の「。」（重難日木、ZXAD）、読点の「、」（重難日金、ZXAC）、「?」（重難日戈、ZXAI）、「!」（重難日十、ZXAJ）など。他言語表記としては、重 (Z), ひらがな（重金、ZC）、カタカナ（重木、ZD）など。

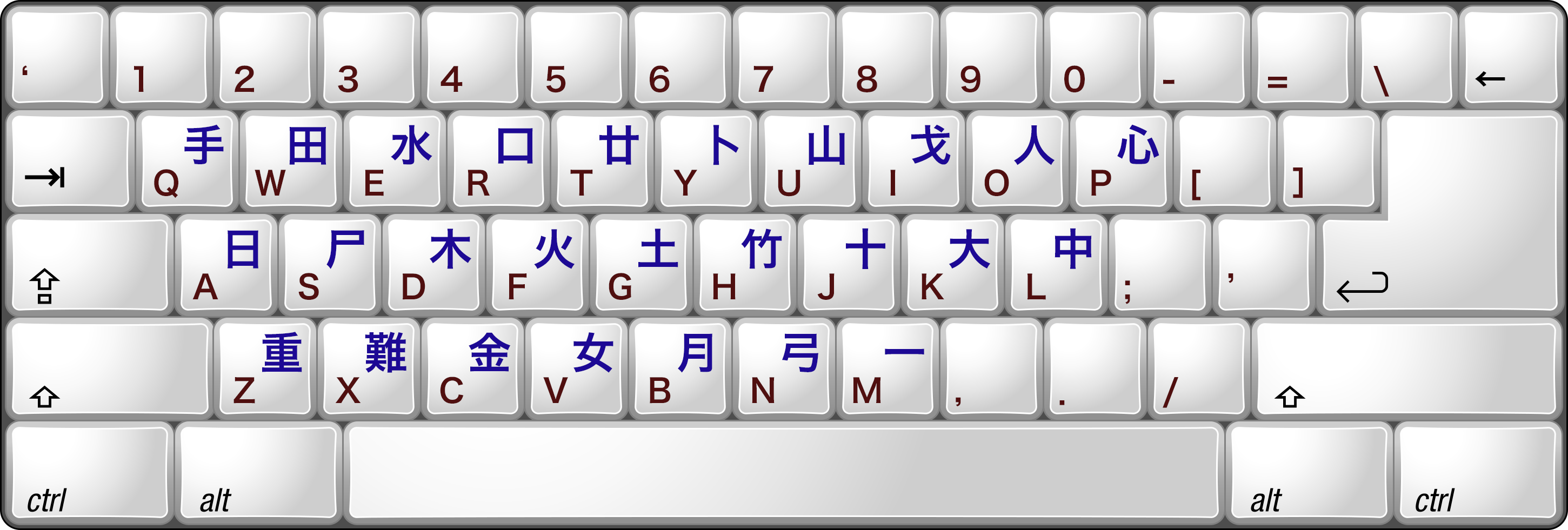
倉頡の字根によるキーボード配列

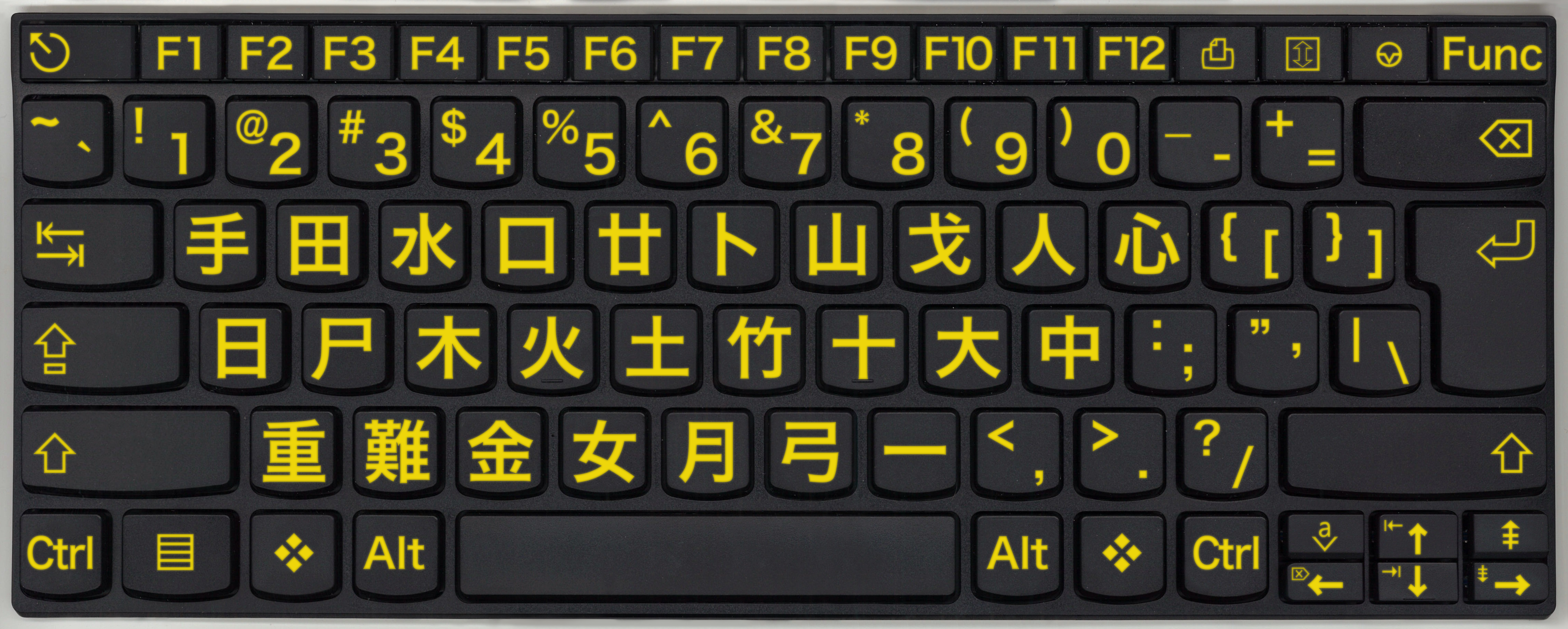
倉頡の字根によるキーボード

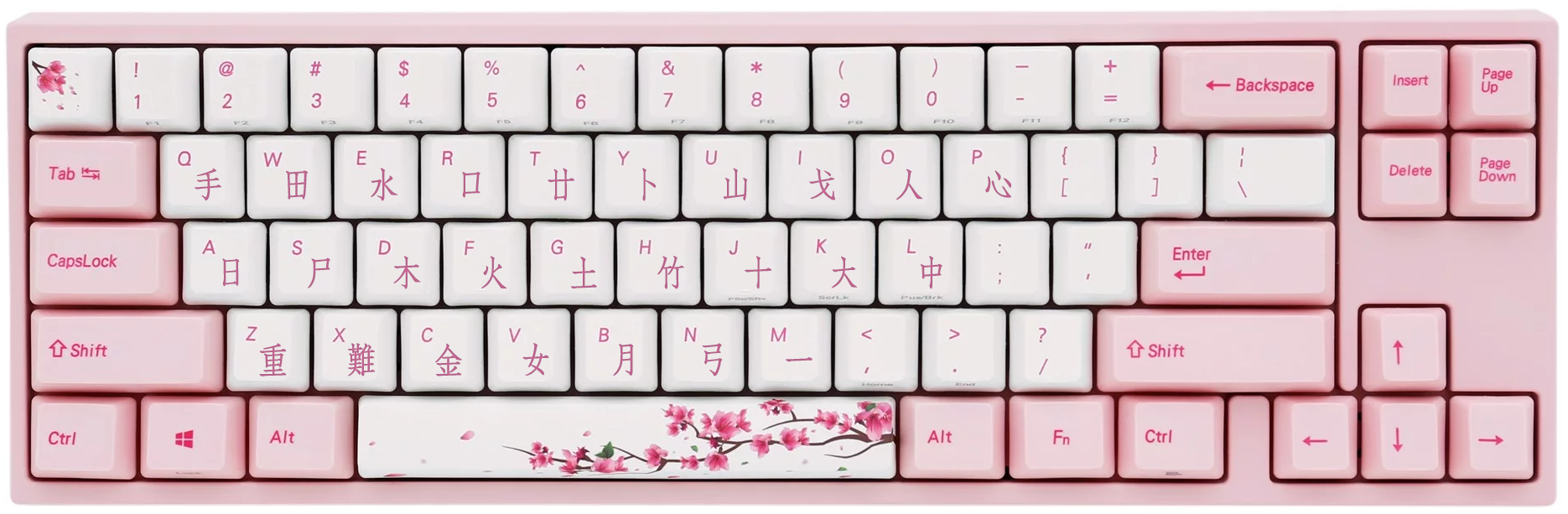
倉頡の字根と英語アルファベットによるキーボード

特殊類以外の24種類については、「日」「月」「金」などといった名称は漢字の要素を表しているが、これらだけでは全ての漢字を入力するには明らかに不十分なので、実際には「輔助字形」といって基本形以外の要素が基本形の変形のようなものとして用意されており、1つのキーに複数の要素が割り当てられている。ver.3及びver.5の輔助字形はおおよそ次の表のような形をしている。※はver.5で追加されたものである。
| 倉頡字母 （基本形） | 輔助字形                           | 解説                                                           |
| ------------------- | ---------------------------------- | -------------------------------------------------------------- |
| 日                  | 曰（）・                           | 「日」およびその変形。横倒しを含む。                           |
| 月（）              | 冂（・⺆）・冖・（・）・爫・（）   | 「月」、「冂」およびその変形。斜めの「月」、「受」の上もこれ。 |
| 金                  | 八（）・・丷                       | 「八」、その上下逆。                                           |
| 木（・）            | ・                                 | 「木」の主幹。横倒しを含む。                                   |
| 水                  | 氵・氺・又・※                      | 「水」、サンズイ、その変形。                                   |
| 火                  | 灬・小（）・⺌（）                 | 「火」、四つ点；「小」（火の上部）、三つ点、その変形。         |
| 土                  | 士                                 | 「土」、「士」のような形。                                     |
| 竹（⺮）            | ㇒・𠂆                             | 別名「斜」。右上から左下へ払う字形。                           |
| 戈                  | 丶・广・厶                         | 別名「點」。点および「广」、「ム」。                           |
| 十                  | 宀                                 | 別名「交」。横と縦が直交する字形およびウカンムリ。             |
| 大                  | 乂（メ）・ナ・疒                   | 別名「叉」。横と縦が斜めに交差する字形およびヤマイダレ。       |
| 中                  | 丨（）・肀（・）・衤               | 別名「縱」。縦画およびコロモヘン。                             |
| 一                  | ㇀・厂・丆・工                     | 別名「橫」。横画、「厂」、「工」、その変形。                   |
| 弓                  | フ・㇕・ク（⺈）・乙（・）・亅     | 別名「鈎」。カギ形のもの。                                     |
| 人（𠆢）            | 亻・入・𠂉・（）・㇏（）           | 「人」および「イ」の変形。                                     |
| 心                  | 忄・㣺・七・匕（ヒ）・（）・勹（） | 「心」、リッシンベンの変形、「ヒ」の変形。                     |
| 手                  | 扌・（）・ヰ                       | 「手」、テヘン、縦画が2横画を貫くもの。                        |
| 口                  | （なし）                           |                                                                |
| 尸                  | コ・㇆（）・匚・（）・※            | 別名「側」。左開き、右開きの形。                               |
| 廿                  | 艹（⻀）・廾・䒑（）・龷・丱       | 別名「並」。くさかんむりおよび横画が2縦画を貫くもの。          |
| 山                  | 屮・凵・乚                         | 別名「仰」。上開きの字形。                                     |
| 女                  | く・㇗（・）・レ（）・             | 別名「紐」。「く」の変形。                                     |
| 田                  | 囗・                               | 別名「方」。「囗」のような字（クチを除く）。                   |
| 卜（⺊）            | 亠（）・⺀・辶                     | 点と縦、点と横、点と点、シンニョウ。                           |

上の表にはないが、ver.6では輔助字形は大幅に増やされており、更に倉頡字母「竹」が「的」に、難字規則で用いる「難」（倉頡字母ではない）が「止」（倉頡字母）にそれぞれ改められている。またver.3とver.5では漢字ではなく記号入力に用いる「重」（倉頡字母ではない）も「片」（これも倉頡字母ではない）に改められ、漢字の特定の複雑な字形の一部を入力するのに用いるものとされている。

### 複合字
以下の表に示す字形については、「複合字」と称して、単体でも部品としてどこに使われていても必ず最初と最後の2要素のみを取る。この表でもver.3とver.5のもののみを示す。
| 複合字      | 倉頡入力法 |
| ----------- | ---------- |
| 門          | 日弓       |
| 目          | 月山       |
| 虍          | 卜心       |
| 隹          | 人土       |
| 鬥          | 中弓       |
| 阝          | 弓中       |
|             | 女戈       |
| 鬼（ver.3） | 竹戈       |
| 吂（ver.3） | 卜口       |
| （ver.5）   | 卜弓       |

### 印刷字体と基準字体の差異
倉頡は、一般の印刷字体と違う字体での入力が必要になる場合がある。このほか、台湾と香港では字体が若干異なる場合もあり、一部の漢字については入力の際に注意が必要とされる。

### 難字規則
現在存在する中国語入力法の中で倉頡は最も字根（入力に必要な漢字の要素）の種類が少ない入力法である。大易輸入法、行列輸入法では 250 個の字根，嘸蝦米輸入法では約 350 個の字根が使用されている。これに対し倉頡では 113 個の字根のみの使用に留まり、入力方法を簡便化した観点では優れた入力方法である。しかし、これに対し一部の漢字の分解が非常に煩雑となる欠点を有す。これら分解が煩雑な漢字を倉頡輸入法では「難字」と称し、特別に設けた「難」キー X を使用することで問題を解決している。但し、ver.6ではこの難字規則は廃止されている。
以下に基本的な難字規則を挙げる：
| 難字           | 倉頡入力法 |
| -------------- | ---------- |
| 臼             | 竹難       |
| 肅             | 中難       |
| 卍             | 弓難       |
| 齊             | 卜難       |
| 身             | 竹難竹     |
| 慶             | 戈難水     |
| 廌             | 戈難火     |
| 鹿             | 戈難心     |
| 𠂔（姊の右側） | 中難竹     |
| 𣶒（淵の右側） | 中難中     |
| 龜             | 弓難山     |
| 黽             | 口難山     |
| 兼             | 廿難金     |

### 異体字問題
現在 Unicode には多くの異体字が収録されているが、Big5に異体字が収録されていなかった関係上、旧版の倉頡入力法では異体字を入力することができない。
| 例字 | 異体字 |
| ---- | ------ |
| 鵝   | 鵞     |
| 衛   | 衞     |
| 戶   | 户     |
| 強   | 强     |
| 麵   | 麪、麫 |
| 舉   | 擧     |
| 裡   | 裏     |
| 著   | 着     |
| 匯   | 滙     |
| 線   | 綫     |
| 廈   | 厦     |
| 彥   | 彦     |

## 倉頡から派生した入力法

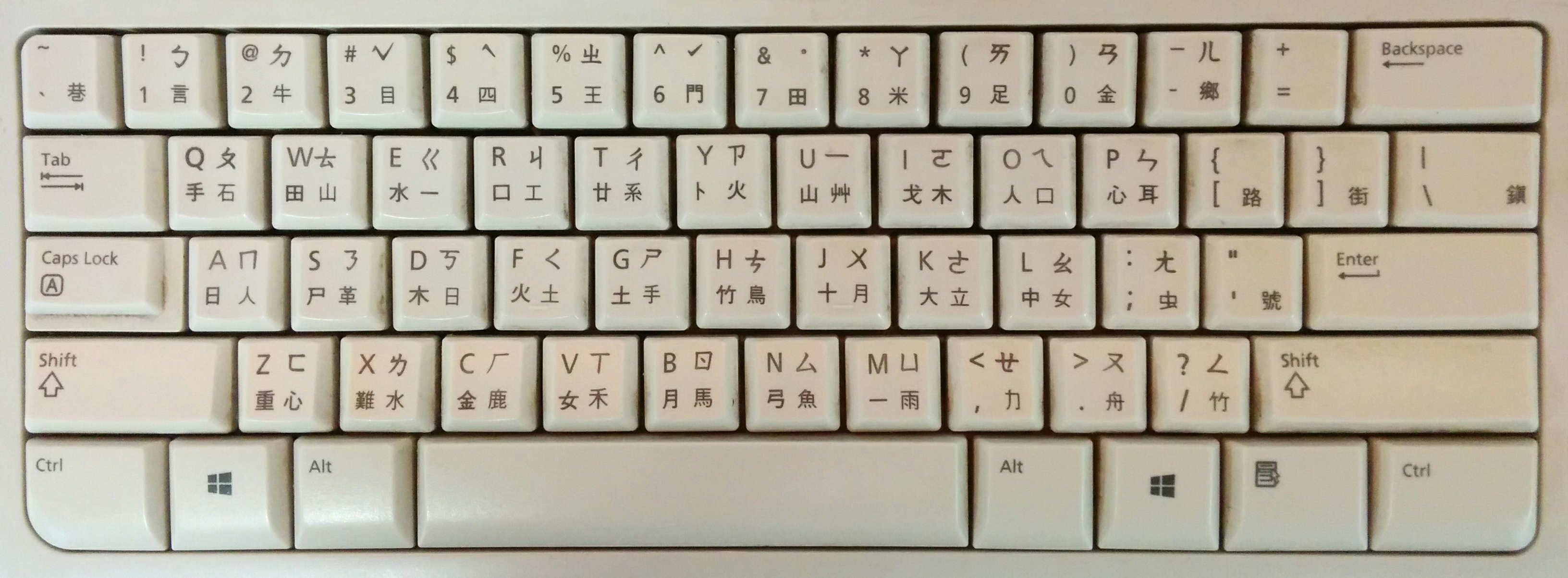
台湾のキーボードの例。倉頡輸入法で用いるのは各キー左下に刻印された漢字の構成要素（字根）。右下の字根は大易輸入法と呼ばれる倉頡輸入法とは異なる輸入法で用いる字根。両者は同時に使用されない。一部字根が重複するのはこのため。

### 速成/簡易輸入法
速成輸入法（中国語版 Windows での呼称）あるいは簡易輸入法（DOS 時代の呼称）は速成あるいは簡易と略称され、倉頡入力法を簡素化した入力法である。字根分解は倉頡と同様であるが、分解字根の最初と最後のみを入力する方式である。字根分解が比較的容易であることから初心者の間で使用されるが、同一キーでの候補字が大量に出現し迅速な入力には不向きである。しかし、候補字の位置が固定しているため、段々位置を覚えるようになり、入力速度を高めることができる。また初期の Windows では初期導入されていたため、現在でも香港では多くのユーザーが利用している。先述の候補字の固定は Windows のみ、Mac や Android には非常に不向きである。また Windows 8 には候補字の位置を一時に替えて、多くのユーザーの不満を買っていた。

### 快速倉頡輸入法
快速倉頡輸入法は快倉と略称され、麦志洪が1987年 ver.3 倉頡入力法を改良したもの。特徴としては一字に対し多種の字根分解を認めた点にあり、誤った字根の入力にも対応している点である。現在は ver.6 が公開されている。

### 新倉頡輸入法
新倉頡輸入法は Windows 2000 とほぼ同時に発表された入力法である。新倉頡輸入法では同一の入力に対して、複数の文字が候補になった場合の候補選択の手間を省くことが可能であるが、關連字機能が無かったこともあり、倉頡輸入法使用者には歓迎されるものではなかった。その後も、利用者が大きく増加することはなく、旧倉頡輸入法を置き換えるに至らなかった。この原状を踏まえ Windows XP 以降、Windows では、現在も旧倉頡輸入法が用意されている。

### 大新倉頡輸入法
大新倉頡輸入法はTQCにて中国語入力の世界記録である分速 220 字を更新した入力法であり、それまで最速と考えられていた嘸蝦米輸入法の最高記録を打ち破っている。特色としては全体の字根入力を減少させ、また誤入力に対応させると同時に、候補字が出現する場合は使用頻度の高いものを上位に配列するなどの工夫を凝らしている。

### 乱倉打鳥輸入法
亂倉打鳥輸入法は ver.3 の倉頡と大新倉頡の長所を複合させたものであり、日本語や各種符合にも対応したものである。また倉頡入力法初心者のみならず、ver.3 倉頡、快倉などの使用者にも対応しているのが特徴である。

### 自由倉頡輸入法
香港の華通軟体が開発した物。ver.3 倉頡入力法を基礎に開発したものであり、Unicode に対応している。現在無料で公開されている。